# Bearna
Bearna (en anglès Barna) és una ciutat d'Irlanda, a la Gaeltacht del comtat de Galway, a la província de Connacht. Se la considera la porta d'entrada a Conamara. Darrerament s'està convertint en un satèl·lit de Galway.
Per tal d'intentar controlar el desenvolupament que s'ha dut a terme en els datters anys s'ha posat en marxa un grup d'acció amb suport local (Pobal Bhearna Arxivat 2007-09-28 a Wayback Machine.). En 1976 es va formar un grup de desenvolupament comunitari anomenat Comharchumann Bearna Teo Arxivat 2016-08-26 a Wayback Machine. després que cinc homes de l'indret aconseguissin diners per tal de comprar 2 acres de terra a Troscaigh Thiar per tal de ser emprats en activitats comunitàries i han tingut èxit en la creació de diverses instal·lacions d'oci.

## Població
En el cens de 2011 es calculava la població en 1.878 persones, d'elles 920 homes i 958 homes en una àrea d'1,89 km², i una densitat de 994 persones per km².
 D'ells el 24,75% són parlants d'irlandès.

## Townlands
- Forramoyle West (Na Foraí Maola Thiar)
- Forramoyle East (Na Foraí Maola Thoir)
- New Village (An Baile Nua)
- Leaclea (An Leac Liath)
- Seapoint (Rinn na Mara)
- Ahaglugger (Ath an Ghlugair)
- Truskey West (Troscaigh Thiar)
- Truskey East (Troscaigh Thoir)
- Freeport (An Chéibh in Irish)
- Ballard West (An Baile Ard Thiar)
- Ballard East (An Baile Ard Thoir)
- Lenarevagh (An Léana Riabhach)
- Knockaunnacarragh (An Cnocán Carrach)

## Esport
Hi ha nombrosos clubs esportius actius a la zona. El principal és la Barna GAA que disposa d'un equip masculí i un altre femení de futbol gaèlic. Altres clubs són el Bearna/Na Forbacha de hurling i el Barna United de futbol. Cormac Folan de Freeport a Bearna representà Irlanda en el rem als Jocs Olímpics d'estiu de 2008.

## Agermanaments
- Esquibien (An Eskevien)